# Ferraris (motorfiets)
Ferraris is een Italiaans historisch merk van motorfietsen.
De bedrijfsnaam was: Ditta Motocicli Ferraris, Milano
Ferraris leverde vanaf 1913 verstevigde fietsframes met 2pk-inbouwmotoren van Peugeot. Deze machines hadden al een - voor die tijd moderne - kettingaandrijving, maar het merk moest al binnen een jaar de productie staken, mogelijk door het uitbreken van de Eerste Wereldoorlog.